# Park Somerlust

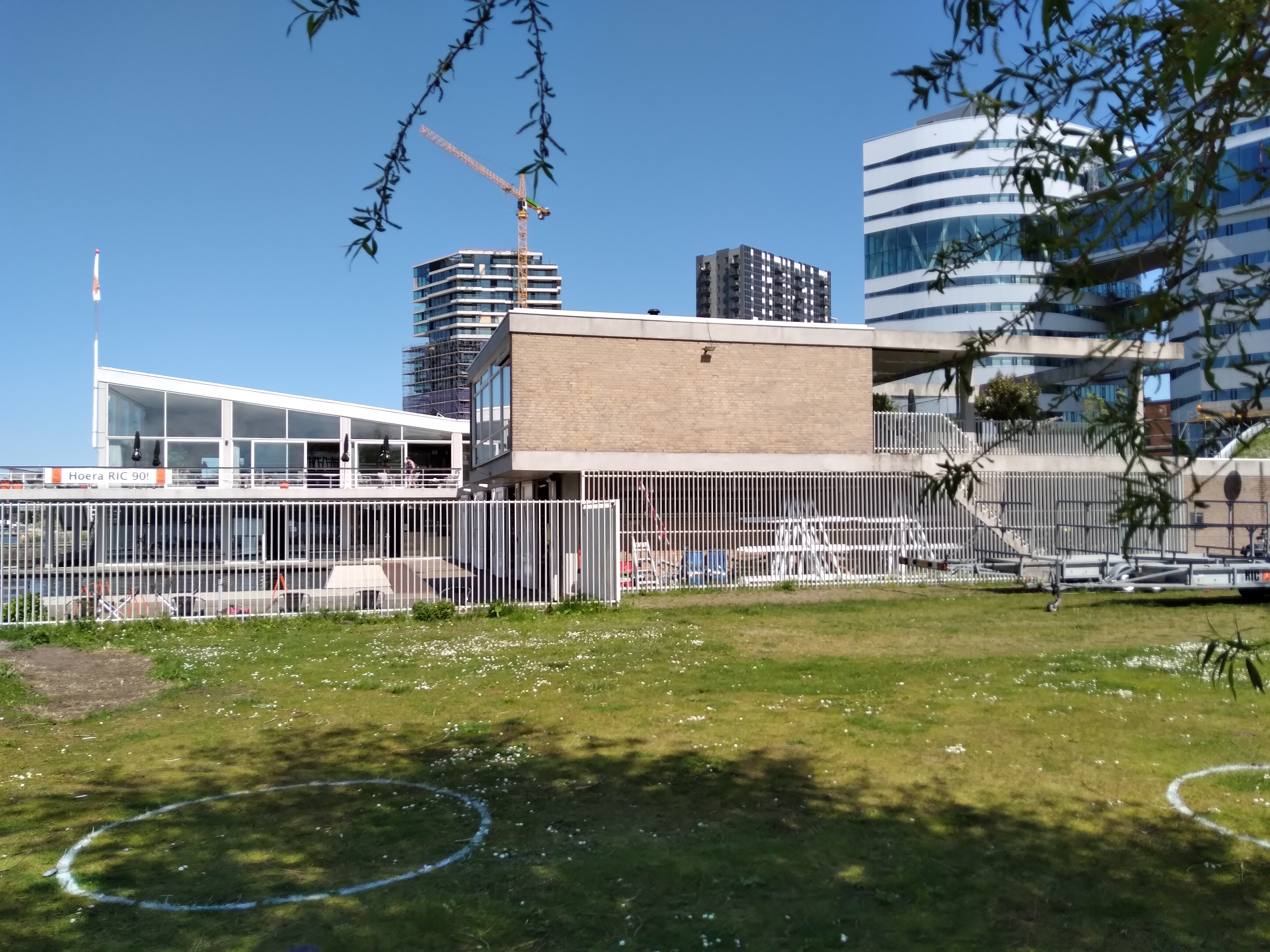
Roeigebouw van RIC met rechts Waternet (mei 2021)

Park Somerlust is een park in Amsterdam-Oost

## Geschiedenis en ligging
Het park ontstond begin 21e eeuw toen het bedrijventerrein Overamstel herontwikkeld werd tot stadswijk Amstelkwartier. Veel bebouwing werd daarbij afgebroken en er vond in de periode 2011 tot 2015 een herinrichting plaats. Aan de noordelijke rand van de wijk werd op de zuidelijke oever van de Amstel een stadspark aangelegd. Met een oever van gestapelde natuurstenen blokken ('zwemtrappen') is het een van de weinige recreatielocaties in de stad waar natuurwater eenvoudig toegankelijk is om te zwemmen. Het park is in de zomer daarom erg populair bij badgasten.
Het park ligt tussen de Spaklerweg en de Zuidergasfabriekbrug. Door het park loopt de Korte Ouderkerkerdijk als centraal parkpad.
Tot 2019 was het park iets groter, want het omvatte toen ook een deel van het grondgebied dat bij het Bella Vistapark werd gevoegd toen dat opgericht werd. Zowel Park Somerlust als het Bella Vistapark ontlenen hun naam aan voormalige buitenplaatsen langs de Amstel.

## Gebouwen
Aan de Korte Ouderkerkerdijk staan enkele gebouwen. Een daarvan is een gezichtsbepalend gebouw aan de Amstel uit 1966 ontworpen door architecten Ab Gmelig Meyling en Piet Zanstra voor roeivereniging RIC. Opvallend is het schuin oplopend gedeelte aan de rivier en de afscherming van een terras. Het gebouw valt qua architectonisch belang in de “orde 2” voor de monumentstatus geldt “orde 1”.
Het hoofdkantoor van nutsbedrijf Waternet ligt aan het park en heeft een glooiend groen dak dat aansluit op het park en technische installaties verhult.
Een voormalig woonhuis aan de Korte Ouderkerkerdijk 16 is verbouwd en uitgebreid tot restaurant L'Osteria.
De voormalige ingenieurswoning van de Zuidergasfabriek is gerenoveerd tot restaurant tHUIS aan de AMSTEL.
Voor Amsterdammers verdween met de sanering een van de bekendste bedrijven: "J.R. aan de Amstel"; een tegelbedrijf, dat gevestigd was op nummer 40 in een blokje winkel/woonhuizen (1956) ten westen van het roeigebouw ontworpen door P.Christiaanse. Het bedrijf adverteerde op plaatselijke omroep en in andere media.  